# Центральное (Николаевская область)
Центральное (укр. Центральне) — посёлок в Снигирёвском районе Николаевской области Украины.
Основано в 1930 году. Население по переписи 2001 года составляло 1012 человек. Почтовый индекс — 57361. Телефонный код — 5162.

## Местный совет
57361, Николаевская обл., Снигирёвский р-н, с. Центральное, ул. Суворова, 21